# フー・ドゥ・ユー・シンク・ユー・アー (スパイス・ガールズの曲)
「フー・ドゥ・ユー・シンク・ユー・アー」（英: Who Do You Think You Are）は、両A面シングルとして「ママ」と共に1997年3月にリリースされた、スパイス・ガールズのシングル曲。デビューアルバム『スパイス』に収録されている。

## 解説
「ママ」との両A面シングルとして発売された本曲は全英シングルチャートで1位を3週間維持し、彼女達にとって4枚目のナンバー1シングルとなった。しかし、北アメリカではリリースされなかった。リリースされなかった理由に、彼女達のアメリカデビューがイギリスでのデビューより少し遅れたことと、本シングルが発売された頃はまだ「トゥー・ビカム・ワン」がアメリカでヒットしていたことが挙げられる。そのためアメリカでは次に「スパイス・アップ・ユア・ライフ」がシングルとして発売された。
この曲は1997年のコミックリリーフのオフィシャルシングルとして選ばれた。コミックリリーフ用のミュージック・ビデオには「シュガー・ランプス」としてキャシー・バークやルル、ジェニファー・ソーンダースなどがスパイス・ガールズのものまねをして登場した。

## トラックリスト
- UK CD1

1. Mama (ラジオ・バージョン)
2. Who Do You Think You Are (ラジオ・バージョン)
3. Baby Come Round
4. Mama (Biffco Mix)

- UK CD2

1. Who Do You Think You Are (ラジオ・バージョン)
2. Mama (Radio Version)
3. Who Do You Think You Are (Morales Club Mix)
4. Who Do You Think You Are (Morales Dub Mix)

## チャート
特記を除き「ママ」と合算してのチャートイン
| チャート (1997年)                                                                                    | 最高位 |
| --- | ------ |
| オーストラリア (ARIA)                                                                                | 13     |
| ベルギー (Ultratop 50 Flanders)                                                                      | 10     |
| ベルギー (Ultratop 50 Wallonia)                                                                      | 7      |
| ヨーロッパ (European Hot 100 Singles)                                                                | 3      |
| フランス (SNEP)                                                                                      | 16     |
| ドイツ (GfK Entertainment charts)                                                                    | 4      |
| ハンガリー (マハーズ)                                                                                | 8      |
| アイスランド (Íslenski Listinn Topp 40) 「フー・ドゥ・ユー・シンク・ユー・アー」単独でのチャートイン | 13     |
| アイルランド (IRMA)                                                                                  | 1      |
| イタリア (Musica e dischi)                                                                           | 12     |
| オランダ (Dutch Top 40)                                                                              | 2      |
| オランダ (Single Top 100)                                                                            | 3      |
| ニュージーランド (Recorded Music NZ)                                                                 | 6      |
| ノルウェー (VG-lista)                                                                                | 12     |
| スコットランド (Official Charts Company)                                                             | 1      |
| スウェーデン (Sverigetopplistan)                                                                     | 5      |
| スイス (Schweizer Hitparade)                                                                         | 6      |
| UK シングルス (OCC)                                                                                  | 1      |

| チャート (1997年)                     | 順位 |
| ------------------------------------- | ---- |
| オーストラリア (ARIA)                 | 95   |
| ベルギー (Ultratop 50 Flanders)       | 46   |
| ベルギー (Ultratop 50 Wallonia)       | 28   |
| ヨーロッパ (European Hot 100 Singles) | 22   |
| ドイツ (Official German Charts)       | 46   |
| オランダ (Single Top 100)             | 30   |
| ニュージーランド (Recorded Music NZ)  | 44   |
| スウェーデン (Sverigetopplistan)      | 33   |
| スイス (Schweizer Hitparade)          | 31   |
| イギリス (OCC)                        | 15   |

UKでの売り上げ66万枚